# Neuropathie optique toxique et carentielle
 (juin 2013).
 Mise en garde médicale
La neuropathie optique toxique et carentielle est une maladie qui se caractérise par une neuropathie optique due à l’absorption de substances toxiques et/ou une carence nutritionnelle.

## Données épidémiologiques
Dans les pays industrialisés, les neuropathologies optiques dues à des substances toxiques ou des carences nutritionnelles sont relativement rares et sont principalement associées à :
- la prise de médicaments ;
- l’exposition professionnelle ;
- la prise de tabac ;
- l’abus d’alcool.

Dans les pays en voie de développement, les neuropathologies optiques sont principalement dues à des carences nutritionnelles et sont beaucoup plus courantes, spécialement dans les régions affectées par les famines. Toutes les populations sont affectées quel que soit leur âge.

## Causes et facteurs de risques
Sans être exhaustif sur les différentes causes provoquant la neuropathie optique liée à des substances toxiques, les principales causes incluent :
- le méthanol (alcool à brûler) ;
- l'éthylène glycol (antigel automobile) ;
- le disulfirame (utilisé dans le traitement de l’alcoolisme) ;
- des hydroxyquinoléines halogénées (médicaments de l'amœbose ou amœbicides (en)) ;
- l'éthambutol et l’isoniazide (traitement de la tuberculose) ;
- des antibiotiques comme la linézolide et le chloramphenicol.

Le tabac est aussi une cause majeure de la neuropathologie optique.
La cause principale de la neuropathologie optique due à des carences nutritionnelles est souvent une carence en vitamines du groupe B, particulièrement la thiamine (vitamine B1) et la cyanocobalamine (vitamine B12). Des carences en pyridoxine (vitamine B6), en niacine (vitamine B3), en riboflavine (vitamine B2), et/ou en acide folique semblent aussi jouer un rôle. Les individus qui abusent de l’alcool et du tabac ont un plus grand risque car ils tendent à avoir une malnutrition. Ceux qui sont anémiés ont aussi un risque plus élevé car des troubles du métabolisme intestinal provoquent une mauvaise assimilation de la vitamine B12.

## Symptômes
La perte de la vision causée par la neuropathologie optique due à des substances toxiques ou des carences nutritionnelles est bilatérale, symétrique, sans douleur, graduelle et progressive. Le changement de la vision des couleurs est souvent le premier symptôme. Plusieurs patients ont remarqué que certaines couleurs, particulièrement le rouge, sont moins brillantes ou vives.
D’autres ont une baisse générale de la perception des couleurs. La baisse de l’acuité visuelle peut commencer avec des halos ou par de la cécité à des points de fixation, suivi par une baisse progressive générale. La baisse de la vision peut déboucher sur une cécité totale, mais une perte aux alentours de 20/400 est rare, sauf dans le cas d’absorption de méthanol.
La pupille montre généralement une réponse normale à la lumière. Pour les patients qui sont pratiquement aveugles, la pupille sera dilatée avec une absence ou une faible réponse à la stimulation lumineuse. 

## Diagnostic
Le diagnostic d’une neuropathologie optique due à des substances toxiques ou des carences nutritionnelles est couramment établi par la connaissance du passé médical du patient et par un examen attentif de l’œil. Si le passé medical du patient pointe clairement les causes, une recherche de causes (lésions du nerf optique…) par des techniques d’imagerie peut être optionnel. Mais si le passé médical est atypique ou pas clair, une investigation par imagerie (IRM…) est à effectuer. L’analyse sanguine pour tester le niveau de méthanol dans le sang ou détecter une carence en vitamine B12 est un bon exemple de diagnostic.

## Traitement et pronostic
Le traitement est établi à la suite de l’identification des causes des troubles. Une pathologie due à l’absorption de substances toxiques sera traitée par l’identification des substances en cause et par leur suppression. En fonction du niveau d’absorption de la substance toxique par l’individu avant la suppression de celle-ci, du type de substance toxique, du degré de perte de la vision au moment du diagnostic, le pronostic est variable. 
La neuropathologie optique due à des carences nutritionnelles est traité à l’aide d’une nutrition appropriée. Un régime nutritionnel équilibré avec beaucoup de protéines et de légumes verts, avec des vitamines en supplément (thiamine, vitamine B12, acide folique, et vitamines multiples) et réduction de la consommation de tabac et de boissons alcoolisées sont les principales étapes du traitement. Le pronostic est aussi variable et dépend du niveau de la carence détectée, de l’efficacité du traitement et du degré de perte de vision diagnostiquée.
Souvent, la vision est recouvrée après plusieurs jours ou semaines, voire quelques mois. Il y a toujours un risque que la vision soit perdue définitivement. L’acuité visuelle revient généralement avant la vision des couleurs.